# Социал-демократическая партия Руанды
Социал-демократическая партия Руанды (руанда Ishyaka Riharanira Demokarasi n’Imibereho Myiza y’Abaturage, фр. Parti Social Démocrate, англ. Social Democratic Party) — политическая партия Руанды, основанная 1 июля 1991 года.

## История
Партия была основана 1 июля 1991 года Фелисьеном Гатабази и Фредериком Нзамурамбахо. Она сформировала блок, противостоящий президенту Жювеналю Хабьяримане наряду с Либеральной партией и Республиканским демократическим движением. Это была единственная крупная партия, которую Хабьяримане не удалось расколоть. Основные лидеры СДП были убиты утром первого дня геноцида, когда Теонесте Багосора стремился создать условия для захвата власти.
По окончании геноцида партия вошла в правительство национального единства. Она поддержала президента Поля Кагаме на президентских выборах 2003 года, и получила 12% голосов на парламентских выборах 2003 года, получив семь мест. Своей целью СДП, опирающаяся прежде всего на служащих, рабочих и безработных, провозглашает строительство в Руанде «общества социальной справедливости».
Доля голосов партии выросла до 13% на выборах 2008 года, поскольку она сохранила свои семь мест. На президентских выборах 2010 года партия выдвинула Жана Дамаскина Нтавукурирьяйо в качестве своего кандидата; он получил 5% голосов, заняв второе место после Кагаме, который получил 93%.
На парламентских выборах 2013 года партия снова получила 13% голосов, получив семь мест. На выборах 2018 года количество мест сократилось до пяти.

## История выборов
| Выборы | Кандидат от партии          | Голосов   | %      | Результат |
| ------ | --------------------------- | --------- | ------ | --------- |
| 2003   | Поддержка Поля Кагаме (РПФ) | 3,544,777 | 95.06% | Избрана   |
| 2010   | Жан-Дамаскен Нтавукурирьяйо | 256,488   | 5.15%  | Проигрыш  |